# Kudrycze (obwód grodzieński)
Kudrycze (biał. Кудрычы, Kudryczy, ros. Кудричи, Kudriczi) – wieś na Białorusi, w obwodzie grodzieńskim, w rejonie brzostowickim, w sielsowiecie Koniuchy.

## Historia
Wieś szlachecka położona była w końcu XVIII wieku  w powiecie grodzieńskim województwa trockiego. W czasach zaborów w granicach Imperium Rosyjskiego, w guberni grodzieńskiej, w powiecie grodzieńskim. 
Karol Józef de Virion w XVIII wieku nabył Kudrycze od Tadeusza Jundziłła h. Łabędź, generała wojsk litewskich.
W latach 1921–1939 leżała w Polsce, w województwie białostockim, w powiecie grodzieńskim, w gminie Krynki.
Według Powszechnego Spisu Ludności z 1921 roku zamieszkiwało tu 56 osób, 4 były wyznania rzymskokatolickiego, a 52 prawosławnego. Jednocześnie 29 mieszkańców zadeklarowało polską przynależność narodową, a 27 białoruską. Było tu 11 budynków mieszkalnych.
Miejscowość należała do parafii prawosławnej i rzymskokatolickiej w Krynkach. Podlegała pod Sąd Grodzki w Krynkach i Okręgowy w Grodnie; właściwy urząd pocztowy mieścił się w Krynkach.
W wyniku napaści ZSRR na Polskę we wrześniu 1939 roku miejscowość znalazła się pod okupacją radziecką. 2 listopada została włączona do Białoruskiej SRR. 4 grudnia 1939 roku włączona do nowo utworzonego obwodu białostockiego. Od czerwca 1941 roku pod okupacją niemiecką. 22 lipca 1941 roku włączona w skład okręgu białostockiego III Rzeszy. W 1944 roku miejscowość została ponownie zajęta przez wojska radzieckie i włączona do obwodu grodzieńskiego Białoruskiej SRR. Od 1991 roku w składzie niepodległej Białorusi.